# Viktoria Tolstoy
Louise Viktoria Tolstoy, rodným jménem Louise Viktoria Kjellberg (* 29. července 1974 Sigtuna, Stockholm) je švédská jazzová zpěvačka, dcera hudebníka Erika Kjellberga a prapravnučka ruského spisovatele Lva Nikolajeviče Tolstého.
Stala se prvním švédským jazzovým interpretem, který uzavřel kontrakt s americkým labelem Blue Note Records. Několikrát koncertovala na českých pódiích, mimo jiné v roce 2006 na jubilejním 40. ročníku Československého jazzového festivalu v Přerově.

## Diskografie

### Alba
- 1994 – Smile, Love and Spices
- 1996 – För Älskad
- 1997 – White Russian
- 2001 – Blame It On My Youth
- 2004 – Shining on You
- 2005 – My Swedish Heart
- 2006 – Pictures Of Me
- 2008 – My Russian Soul
- 2011 – Letters to Herbie

### Spolupráce s jinými umělci
- 1998 – Svante Thuresson: Här kommer natten
- 2002 – Nils Landgren: Sentimental Journey
- 2004 – Nils Landgren Funk Unit: Funky ABBA